# 57 Рака
57 Рака (лат. 57 Cancri) — двойная звезда, которая находится в созвездии Рака на расстоянии приблизительно 365 световых лет от нас.
Главный компонент, 57 Рака А — жёлтый гигант класса G. Второй компонент, 57 Рака В  — оранжевая звезда класса К.